# Raphitoma echinata
Raphitoma echinata là một loài ốc biển, là động vật thân mềm chân bụng sống ở biển thuộc họ Conidae.

## Miêu tả
Loài này có kích thước giữa 12 mm và 20 mm

## Phân bố
Loài này phân bố ở các vùng nước châu Âu từ Na Uy tới Madeira và ở Địa Trung Hải dọc theo Apulia và Hy Lạp.